# Anthephora ampullacea
Anthephora ampullacea är en gräsart som beskrevs av Otto Stapf och Charles Edward Hubbard. Anthephora ampullacea ingår i släktet Anthephora och familjen gräs. Inga underarter finns listade i Catalogue of Life.